# Etrigan
Etrigan è un personaggio dei fumetti creato da Jack Kirby nel 1972, pubblicato dalla DC.
È un demone dell'Inferno che si trova spesso a lottare a fianco delle forze del bene. Etrigan ha le sembianze di un uomo tozzo e muscoloso con la pelle gialla (o arancione), corna, occhi rossi e orecchie con la forma di ali di pipistrello. Originariamente Kirby aveva disegnato il personaggio in maniera tale che rassomigliasse nel viso a Hal Foster, come omaggio. Nei fumetti Etrigan si esprime parlando in rima baciata.

## Pubblicazioni
- The Demon (mensile, 16 numeri a partire dal 1972)
- Demon (miniserie di 4, 1986)
- The Demon (mensile, 58 numeri più il numero 0 a partire dal 1990)
- Blood of the Demon (mensile in corso dal 2005)

Particolare importanza riveste la seconda serie regolare di The Demon, che ha visto al timone prima Alan Grant e Val Semeiks e poi Garth Ennis e John McCrea, team che hanno poi lavorato rispettivamente su Lobo e Hitman (personaggi che hanno infatti effettuato numerose comparse nella serie di Etrigan e successivamente hanno ricambiato l'ospitalità sulle loro serie).
Etrigan è sempre stato comunque un personaggio di supporto molto utilizzato dagli autori della DC, anche in serie Vertigo come Sandman e Swamp Thing.
Scott Ian, chitarrista degli Anthrax e The Damned Things, ha collaborato con il disegnatore Sam Kieth, per creare una miniserie sul personaggio, al quale dice di essere profondamente legato dall'infanzia: «Santo cielo, sono entusiasta di scrivere qualcosa riguardo a The Demon per DC Comics nel 2011! Sono stato un fan di Etrigan sin da bambino, quando compravamo i fumetti tirandoli giù dai portariviste. [...] Grazie, DC, per avermi spedito dritto all'inferno e ritorno!».

## Poteri e abilità
Quando Jason Blood è trasformato nel demone Etrigan possiede delle capacità uniche. Possiede una super-forza che gli permette di mettere in difficoltà avversari del calibro di Superman, Doomsday e Martian Manhunter ed è praticamente invulnerabile a qualsiasi tipo di offesa fisica, tanto da provare piacere nel dolore. Come tutti i demoni possiede una debolezza per il ferro, che al minimo tocco lo indebolisce e gli impedisce di usare i suoi poteri (tant'è che se tocca il ferro mentre è normale non può trasformarsi). Qualora venisse ferito, il suo fattore rigenerativo guarirebbe istantaneamente qualsiasi ferita, essendo anche in grado di ricostruire l'intero corpo. Oltre alle sue capacità fisiche Etrigan possiede grandi poteri magici e capacità telepatiche che può utilizzare per volare, leggere nelle menti altrui o addirittura prevedere gli eventi prima che accadano. Come tutti i demoni può emettere sia dalle mani che dalla bocca, fiamme infernali, le quali hanno la caratteristica peculiare di essere inestinguibili con metodi comuni (acqua, ecc.). In quanto demone, Etrigan è immortale e non invecchia. Anche quando non è trasformato, Jason Blood ha molte conoscenze mistiche e nel combattimento corpo a corpo.

## Amalgam
Etrigan e Flash vengono fusi a Ghost Rider della Marvel Comics, che ha in comune con Etrigan le origini infernali, dando vita al personaggio Amalgam chiamato Speed Demon.